# Диана Драгутиновић
Диана Драгутиновић (Београд, 6. мај 1958) српски је економиста, политичар и универзитетски професор.

## Биографија
У Београду је завршила основну школу и гимназију. Дипломирала, магистрирала и докторирала на Економском факултету Универзитета у Београду, где и данас изводи наставне вежбе и предавања.
Била је специјална саветница у Министарству финансија и економије од 2001. до 2002. године, као и специјални саветник у Међународном монетарном фонду (2002–2004).
Од 1. септембра 2004. године била је вицегувернерка Народне банке Србије са одговорношћу за координацију и управљање истраживања и статистике, монетарне политике и платног система.
Она је била министар финансија у Влади Републике Србије чији је председник био др Мирко Цветковић и која је изабрана 7. јула 2008. године.
Главне области њених стручних истраживања су: макроекономија, економетријско моделирање, финансијско програмирање, теорија дугорочног економског раста, анализа конвергенције, инфлација, монетарна и фискална политика, сиромаштво (посебно сиромаштво деце) и социјална политика (нарочито програми заштите породица са децом).
Ауторка је уџбеника, десет монографија, више од 50 студија, чланака и радних папира.
Удата је и мајка је двоје деце.